# Bissingen an der Teck
Bissingen là một đô thị trong huyện Esslingen của bang Baden-Württemberg miền nam nước Đức. Đô thị này có diện tích 17,06 km², dân số thời điểm 31 tháng 12 năm 2020 là 3420 người.